# Кокошке у бекству
Кокошке у бекству (енгл. Chicken Run) је анимирани филм из 2000. године. Режију потписују Питер Лорд и Ник Парк, по сценарију Керија Киркпатрика, док гласове позајмљују Џулија Савала, Мел Гибсон, Тони Хејгарт, Миранда Ричардсон, Фил Данијелс, Лин Фергусон, Тимоти Спол, Имелда Стонтон и Бенџамин Витроу.
Наставак, Кокошке у бекству 2, биће приказан 10. новембра 2023. године за Netflix.

## Радња
Роки учи Џинџер и њене пријатеље да лете. Захваљујући тимском раду, одлучности и срећи, неустрашива група кује план и свој последњи покушај да постану слободни.

## Гласовне улоге
| Улога  | Глас              |
| ------ | ----------------- |
| Џинџер | Џулија Савала     |
| Роки   | Мел Гибсон        |
| Мелиша | Миранда Ричардсон |
| Вилард | Тони Хејгарт      |
| Фаулер | Бенџамин Витроу   |
| Ник    | Тимоти Спол       |
| Фечер  | Фил Данијелс      |
| Бабс   | Џејн Хорокс       |
| Банти  | Имелда Стонтон    |
| Мак    | Лин Фергусон      |